# پالایشگاه نفت تبریز
شرکت پالایش نفت تبریز یا پالایشگاه نفت تبریز شرکت پالایش نفت ایرانی است، که تأسیسات آن در جنوب‌غربی تبریز مستقر می‌باشد. مراحل طراحی و ساخت این پالایشگاه از سال ۱۳۵۳ توسط شرکت اسنام پروجتی ایتالیا آغاز و در سال ۱۳۵۶ راه‌اندازی شد. ظرفیت اسمی اولیه این پالایشگاه ۸۰ هزار بشکه در روز بود، که با اجرای طرح‌های توسعه ظرفیت، هم اینک این رقم به ۱۱۰ هزار بشکه در روز افزایش یافته‌است.
نفت خام مورد نیاز پالایشگاه تبریز توسط شرکت ملی مناطق نفت‌خیز جنوب و از میدان نفتی اهواز و میدان نفتی مارون تأمین می‌شود. شرکت پالایش نفت تبریز دارای ۱۴ واحد پالایش و ۱۰ واحد سرویس‌های جانبی می‌باشد. گروه گسترش نفت و گاز پارسیان با در اختیار داشتن ۴۹٪ از سهام پالایشگاه تبریز، مالک اکثریت سهام آن بشمار می‌آید.